# Episodi de La casa del guardaboschi (prima stagione)
La prima stagione della serie televisiva La casa del guardaboschi è in onda dal 2 aprile 1989 al 25 maggio 1989 sul canale ZDF.
| nº | Titolo originale           | Titolo italiano | Prima TV Germania | Prima TV in italiano |
| -- | -------------------------- | --------------- | ----------------- | -------------------- |
| 1  | Ein neuer Anfang           |                 | 2 aprile 1989     |                      |
| 2  | Frühlingsföhn              |                 | 3 aprile 1989     |                      |
| 3  | Ein heißer Tag             |                 | 10 aprile 1989    |                      |
| 4  | Herzflattern               |                 | 17 aprile 1989    |                      |
| 5  | Straßenpaganini            |                 | 24 aprile 1989    |                      |
| 6  | Liebeskummer               |                 | 27 aprile 1989    |                      |
| 7  | Der Standort des Auerhahns |                 | 2 maggio 1989     |                      |
| 8  | Kochkünste                 |                 | 4 maggio 1989     |                      |
| 9  | Nächtliche Flucht          |                 | 9 maggio 1989     |                      |
| 10 | Wölfe                      |                 | 11 maggio 1989    |                      |
| 11 | Fernweh                    |                 | 16 maggio 1989    |                      |
| 12 | Eine unheimliche Nacht     |                 | 18 maggio 1989    |                      |
| 13 | Fließender Übergang        |                 | 23 maggio 1989    |                      |
| 14 | Der Jagdkönig              |                 | 25 maggio 1989    |                      |